# 21616 Guhagilford
A 21616 Guhagilford (ideiglenes jelöléssel 1999 JQ82) a Naprendszer kisbolygóövében található aszteroida. A LINEAR projekt keretében fedezték fel 1999. május 12-én.